# Patinage de vitesse aux Jeux olympiques de 2010
Navigation
Turin 2006 Sotchi 2014
Le Patinage de vitesse aux Jeux olympiques d'hiver de 2010 se déroule du 13 au 27 février 2010 à l'Anneau olympique de Richmond situé à Richmond en Colombie-Britannique (Canada). L’épreuve masculine de patinage de vitesse fait partie des épreuves olympiques depuis les premiers Jeux olympiques d’hiver qui ont eu lieu à Chamonix en France en 1924. L’épreuve féminine fait partie des épreuves olympiques depuis Jeux olympiques de 1960 à Squaw Valley.

## Format des épreuves
Aux jeux de Vancouver, il y a 12 épreuves de patinage de vitesse. 6 chez les hommes :
- 500 m
- 1 000 m
- 1 500 m
- 5 000 m
- 10 000 m
- Poursuite par équipe

Et également 6 chez les femmes :
- 500 m
- 1 000 m
- 1 500 m
- 3 000 m
- 5 000 m
- Poursuite par équipe

### Épreuve individuelle
En épreuve individuelle, les patineurs s'élancent par pair sur une piste ovale de 400 m en changeant de couloir à chaque tour. La compétition au patinage de vitesse sur longue piste est une course contre la montre chronométré au centième de seconde. Le patineur terminant la distance le plus rapidement est le gagnant.

### Poursuite par équipe
Une équipe poursuite est composée de 3 patineurs. La compétition se compose de courses d’élimination qui mènent à une course finale. Une course est composée de deux équipes s'élançant en même temps de chaque côté de la patinoire. Tout au long de la course, les équipes permutent l'ordre des coéquipiers afin de changer le patineur de tête, les deux autres patineurs suivant de près le meneur afin de tirer profit des courants d’air. L’équipe termine sa course lorsque les trois participants ont franchi la ligne d’arrivée.

## Calendrier
| Calendrier des épreuves de patinage de vitesse | Calendrier des épreuves de patinage de vitesse | Calendrier des épreuves de patinage de vitesse | Calendrier des épreuves de patinage de vitesse | Calendrier des épreuves de patinage de vitesse | Calendrier des épreuves de patinage de vitesse | Calendrier des épreuves de patinage de vitesse | Calendrier des épreuves de patinage de vitesse | Calendrier des épreuves de patinage de vitesse | Calendrier des épreuves de patinage de vitesse | Calendrier des épreuves de patinage de vitesse | Calendrier des épreuves de patinage de vitesse | Calendrier des épreuves de patinage de vitesse | Calendrier des épreuves de patinage de vitesse | Calendrier des épreuves de patinage de vitesse | Calendrier des épreuves de patinage de vitesse | Calendrier des épreuves de patinage de vitesse | Calendrier des épreuves de patinage de vitesse | Calendrier des épreuves de patinage de vitesse |
| Février 2010                                   | Février 2010                                   | 12                                             | 13                                             | 14                                             | 15                                             | 16                                             | 17                                             | 18                                             | 19                                             | 20                                             | 21                                             | 22                                             | 23                                             | 24                                             | 25                                             | 26                                             | 27                                             | 28                                             |
| ---------------------------------------------- | ---------------------------------------------- | ---------------------------------------------- | ---------------------------------------------- | ---------------------------------------------- | ---------------------------------------------- | ---------------------------------------------- | ---------------------------------------------- | ---------------------------------------------- | ---------------------------------------------- | ---------------------------------------------- | ---------------------------------------------- | ---------------------------------------------- | ---------------------------------------------- | ---------------------------------------------- | ---------------------------------------------- | ---------------------------------------------- | ---------------------------------------------- | ---------------------------------------------- |
| Hommes                                         | 500 m                                          |                                                |                                                |                                                | F                                              |                                                |                                                |                                                |                                                |                                                |                                                |                                                |                                                |                                                |                                                |                                                |                                                |                                                |
| Hommes                                         | 1 000 m                                        |                                                |                                                |                                                |                                                |                                                | F                                              |                                                |                                                |                                                |                                                |                                                |                                                |                                                |                                                |                                                |                                                |                                                |
| Hommes                                         | 1 500 m                                        |                                                |                                                |                                                |                                                |                                                |                                                |                                                |                                                | F                                              |                                                |                                                |                                                |                                                |                                                |                                                |                                                |                                                |
| Hommes                                         | 5 000 m                                        |                                                | F                                              |                                                |                                                |                                                |                                                |                                                |                                                |                                                |                                                |                                                |                                                |                                                |                                                |                                                |                                                |                                                |
| Hommes                                         | 10 000 m                                       |                                                |                                                |                                                |                                                |                                                |                                                |                                                |                                                |                                                |                                                |                                                | F                                              |                                                |                                                |                                                |                                                |                                                |
| Hommes                                         | Poursuite par équipe                           |                                                |                                                |                                                |                                                |                                                |                                                |                                                |                                                |                                                |                                                |                                                |                                                |                                                |                                                |                                                | F                                              |                                                |
| Femmes                                         | 500 m                                          |                                                |                                                |                                                |                                                | F                                              |                                                |                                                |                                                |                                                |                                                |                                                |                                                |                                                |                                                |                                                |                                                |                                                |
| Femmes                                         | 1 000 m                                        |                                                |                                                |                                                |                                                |                                                |                                                | F                                              |                                                |                                                |                                                |                                                |                                                |                                                |                                                |                                                |                                                |                                                |
| Femmes                                         | 1 500 m                                        |                                                |                                                |                                                |                                                |                                                |                                                |                                                |                                                |                                                | F                                              |                                                |                                                |                                                |                                                |                                                |                                                |                                                |
| Femmes                                         | 3 000 m                                        |                                                |                                                | F                                              |                                                |                                                |                                                |                                                |                                                |                                                |                                                |                                                |                                                |                                                |                                                |                                                |                                                |                                                |
| Femmes                                         | 5 000 m                                        |                                                |                                                |                                                |                                                |                                                |                                                |                                                |                                                |                                                |                                                |                                                |                                                | F                                              |                                                |                                                |                                                |                                                |
| Femmes                                         | Poursuite par équipe                           |                                                |                                                |                                                |                                                |                                                |                                                |                                                |                                                |                                                |                                                |                                                |                                                |                                                |                                                |                                                | F                                              |                                                |

|  | Jour de l'épreuve |

## Podiums

### Hommes
| Épreuves                                  | Or                                                  | Argent                                                              | Bronze                                                          |
| ----------------------------------------- | --------------------------------------------------- | ------------------------------------------------------------------- | --------------------------------------------------------------- |
| 500 m résultats détaillés                 | Mo Tae-Bum (KOR)                                    | Keiichiro Nagashima (JPN)                                           | Joji Kato (JPN)                                                 |
| 1 000 m résultats détaillés               | Shani Davis (USA)                                   | Mo Tae-Bum (KOR)                                                    | Chad Hedrick (USA)                                              |
| 1 500 m résultats détaillés               | Mark Tuitert (NED)                                  | Shani Davis (USA)                                                   | Havard Bokko (NOR)                                              |
| 5 000 m résultats détaillés               | Sven Kramer (NED)                                   | Lee Seung-Hoon (KOR)                                                | Ivan Skobrev (RUS)                                              |
| 10 000 m résultats détaillés              | Lee Seung-Hoon (KOR)                                | Ivan Skobrev (RUS)                                                  | Bob de Jong (NED)                                               |
| Poursuite par équipes résultats détaillés | Canada Mathieu Giroux Lucas Makowsky Denny Morrison | États-Unis Brian Hansen Chad Hedrick Jonathan Kuck Trevor Marsicano | Pays-Bas Jan Blokhuijsen Sven Kramer Simon Kuipers Mark Tuitert |

### Femmes
| Épreuves                                  | Or                                                                                            | Argent                                      | Bronze                                                              |
| ----------------------------------------- | --------------------------------------------------------------------------------------------- | ------------------------------------------- | ------------------------------------------------------------------- |
| 500 m résultats détaillés                 | Lee Sang-Hwa (KOR)                                                                            | Jenny Wolf (GER)                            | Wang Beixing (CHN)                                                  |
| 1 000 m résultats détaillés               | Christine Nesbitt (CAN)                                                                       | Annette Gerritsen (NED)                     | Laurine van Riessen (NED)                                           |
| 1 500 m résultats détaillés               | Ireen Wüst (NED)                                                                              | Kristina Groves (CAN)                       | Martina Sáblíková (CZE)                                             |
| 3 000 m résultats détaillés               | Martina Sáblíková (CZE)                                                                       | Stephanie Beckert (GER)                     | Kristina Groves (CAN)                                               |
| 5 000 m résultats détaillés               | Martina Sáblíková (CZE)                                                                       | Stephanie Beckert (GER)                     | Clara Hughes (CAN)                                                  |
| Poursuite par équipes résultats détaillés | Allemagne Daniela Anschütz-Thoms Stephanie Beckert Anni Friesinger-Postma Katrin Mattscherodt | Japon Masako Hozumi Maki Tabata Nao Kodaira | Pologne Katarzyna Bachleda-Curus Katarzyna Wozniak Luiza Zlotkowska |

## Résultats détaillés

### Hommes

#### 500 mètres
| Place | Nation       | Athlète             | Temps    |
| ----- | ------------ | ------------------- | -------- |
| 1er   | Corée du Sud | Mo Tae-Bum          | 69 s 82  |
| 2e    | Japon        | Keiichiro Nagashima | 69 s 98  |
| 3e    | Japon        | Joji Kato           | 70 s 01  |
| 4e    | Corée du Sud | Lee Kang-Seok       | 70 s 041 |
| 5e    | Finlande     | Mika Poutala        | 70 s 044 |
| 6e    | Pays-Bas     | Jan Smeekens        | 70 s 21  |
| 7e    | Chine        | Fengtong Yu         | 70 s 23  |
| 8e    | Canada       | Jamie Gregg         | 70 s 26  |

#### 1 000 mètres
| Place | Nation       | Athlète          | Temps         |
| ----- | ------------ | ---------------- | ------------- |
| 1er   | États-Unis   | Shani Davis      | 1 min 08 s 94 |
| 2e    | Corée du Sud | Mo Tae-Bum       | 1 min 09 s 12 |
| 3e    | États-Unis   | Chad Hedrick     | 1 min 09 s 32 |
| 4e    | Pays-Bas     | Stefan Groothuis | 1 min 09 s 45 |
| 5e    | Pays-Bas     | Mark Tuitert     | 1 min 09 s 48 |
| 6e    | Pays-Bas     | Simon Kuipers    | 1 min 09 s 65 |
| 7e    | États-Unis   | Nick Pearson     | 1 min 09 s 79 |
| 8e    | Finlande     | Mika Poutala     | 1 min 09 s 85 |

#### 1 500 mètres
| Place | Nation       | Athlète               | Temps         |
| ----- | ------------ | --------------------- | ------------- |
| 1er   | Pays-Bas     | Mark Tuitert          | 1 min 45 s 57 |
| 2e    | États-Unis   | Shani Davis           | 1 min 46 s 10 |
| 3e    | Norvège      | Havard Bokko          | 1 min 46 s 13 |
| 4e    | Russie       | Ivan Skobrev          | 1 min 46 s 42 |
| 5e    | Corée du Sud | Mo Tae-Bum            | 1 min 46 s 47 |
| 6e    | États-Unis   | Chad Hedrick          | 1 min 46 s 69 |
| 7e    | Pays-Bas     | Simon Kuipers         | 1 min 46 s 76 |
| 8e    | Norvège      | Mikael Flygind Larsen | 1 min 46 s 77 |

#### 5 000 mètres
| Place | Nation       | Athlète             | Temps              |
| ----- | ------------ | ------------------- | ------------------ |
| 1er   | Pays-Bas     | Sven Kramer         | 6 min 14 s 60 (RO) |
| 2e    | Corée du Sud | Lee Seung-Hoon      | 6 min 16 s 95      |
| 3e    | Russie       | Ivan Skobrev        | 6 min 18 s 05      |
| 4e    | Norvège      | Havard Bokko        | 6 min 18 s 80      |
| 5e    | Pays-Bas     | Bob de Jong         | 6 min 19 s 02      |
| 6e    | France       | Alexis Contin       | 6 min 19 s 58      |
| 7e    | Italie       | Enrico Fabris       | 6 min 20 s 53      |
| 8e    | Norvège      | Henrik Christiansen | 6 min 24 s 80      |

#### 10 000 mètres
| Place | Nation       | Athlète             | Temps               |
| ----- | ------------ | ------------------- | ------------------- |
| 1er   | Corée du Sud | Lee Seung-Hoon      | 12 min 58 s 55 (RO) |
| 2e    | Russie       | Ivan Skobrev        | 13 min 02 s 07      |
| 3e    | Pays-Bas     | Bob de Jong         | 13 min 06 s 73      |
| 4e    | France       | Alexis Contin       | 13 min 12 s 11      |
| 5e    | Norvège      | Havard Bokko        | 13 min 14 s 92      |
| 6e    | Norvège      | Sverre Haugli       | 13 min 18 s 74      |
| 7e    | Norvège      | Henrik Christiansen | 13 min 25 s 65      |
| 8e    | États-Unis   | Jonathan Kuck       | 13 min 31 s 78      |

#### Poursuite par équipes
| Place | Nation       | Athlète                                                                      | Temps                         |
| ----- | ------------ | ---------------------------------------------------------------------------- | ----------------------------- |
| 1er   | Canada       | Mathieu Giroux Lucas Makowsky Denny Morrison                                 | 3 min 41 s 37 (finale A)      |
| 2e    | États-Unis   | Brian Hansen Chad Hedrick Jonathan Kuck Trevor Marsicano                     | 3 min 41 s 58 (finale A)      |
| 3e    | Pays-Bas     | Jan Blokhuijsen Sven Kramer Simon Kuipers Mark Tuitert                       | 3 min 39 s 95 (RO) (finale B) |
| 4e    | Norvège      | Havard Bokko Henrik Christiansen Mikael Flygind Larsen Fredrik van der Horst | 3 min 40 s 50 (finale B)      |
| 5e    | Corée du Sud | Ha Hong-Sun Lee Jong-Woo Lee Seung-Hoon Mo Tae-Bum                           | 3 min 48 s 60 (finale C)      |
| 6e    | Italie       | Matteo Anesi Enrico Fabris Ermanno Ioriatti Luca Stefani                     | 3 min 54 s 39 (finale C)      |
| 7e    | Suède        | Joel Eriksson Daniel Friberg Johan Rojler                                    | 3 min 46 s 18 (finale D)      |
| 8e    | Japon        | Shigeyuki Dejima Shingo Doi Hiroki Hirako Teruhiro Sugimori                  | 3 min 49 s 11 (finale D)      |

### Femmes

#### 500 mètres
| Place | Nation       | Athlète            | Temps   |
| ----- | ------------ | ------------------ | ------- |
| 1er   | Corée du Sud | Lee Sang-Hwa       | 76 s 09 |
| 2e    | Allemagne    | Jenny Wolf         | 76 s 14 |
| 3e    | Chine        | Wang Beixing       | 76 s 63 |
| 4e    | Pays-Bas     | Margot Boer        | 76 s 97 |
| 5e    | Japon        | Sayuri Yoshii      | 76 s 99 |
| 6e    | États-Unis   | Heather Richardson | 77 s 17 |
| 7e    | Chine        | Shuang Zhang       | 77 s 33 |
| 8e    | Chine        | Peiyu Jin          | 77 s 45 |

#### 1 000 mètres
| Place | Nation     | Athlète             | Temps         |
| ----- | ---------- | ------------------- | ------------- |
| 1er   | Canada     | Christine Nesbitt   | 1 min 16 s 56 |
| 2e    | Pays-Bas   | Annette Gerritsen   | 1 min 16 s 58 |
| 3e    | Pays-Bas   | Laurine van Riessen | 1 min 16 s 72 |
| 4e    | Canada     | Kristina Groves     | 1 min 16 s 78 |
| 5e    | Japon      | Nao Kodaira         | 1 min 16 s 80 |
| 6e    | Pays-Bas   | Margot Boer         | 1 min 16 s 94 |
| 7e    | États-Unis | Jennifer Rodriguez  | 1 min 17 s 08 |
| 8e    | Pays-Bas   | Ireen Wust          | 1 min 17 s 28 |

#### 1 500 mètres
| Place | Nation             | Athlète             | Temps         |
| ----- | ------------------ | ------------------- | ------------- |
| 1er   | Pays-Bas           | Ireen Wust          | 1 min 56 s 89 |
| 2e    | Canada             | Kristina Groves     | 1 min 57 s 14 |
| 3e    | République tchèque | Martina Sáblíková   | 1 min 57 s 96 |
| 4e    | Pays-Bas           | Margot Boer         | 1 min 58 s 10 |
| 5e    | Japon              | Nao Kodaira         | 1 min 58 s 20 |
| 6e    | Canada             | Christine Nesbitt   | 1 min 58 s 33 |
| 7e    | Pays-Bas           | Annette Gerritsen   | 1 min 58 s 46 |
| 8e    | Russie             | Yekaterina Shikhova | 1 min 58 s 54 |

#### 3 000 mètres
| Place | Nation             | Athlète                | Temps         |
| ----- | ------------------ | ---------------------- | ------------- |
| 1er   | République tchèque | Martina Sáblíková      | 4 min 02 s 52 |
| 2e    | Allemagne          | Stephanie Beckert      | 4 min 04 s 62 |
| 3e    | Canada             | Kristina Groves        | 4 min 04 s 84 |
| 4e    | Allemagne          | Daniela Anschutz-Thoms | 4 min 04 s 87 |
| 5e    | Canada             | Clara Hughes           | 4 min 06 s 01 |
| 6e    | Japon              | Masako Hozumi          | 4 min 07 s 36 |
| 7e    | Pays-Bas           | Ireen Wust             | 4 min 08 s 09 |
| 8e    | Norvège            | Maren Haugli           | 4 min 10 s 01 |

#### 5 000 mètres
| Place | Nation             | Athlète                | Temps         |
| ----- | ------------------ | ---------------------- | ------------- |
| 1er   | République tchèque | Martina Sáblíková      | 6 min 50 s 91 |
| 2e    | Allemagne          | Stephanie Beckert      | 6 min 51 s 39 |
| 3e    | Canada             | Clara Hughes           | 6 min 55 s 73 |
| 4e    | Allemagne          | Daniela Anschutz-Thoms | 6 min 58 s 64 |
| 5e    | Norvège            | Maren Haugli           | 7 min 02 s 19 |
| 6e    | Canada             | Kristina Groves        | 7 min 04 s 57 |
| 7e    | Japon              | Masako Hozumi          | 7 min 04 s 96 |
| 8e    | États-Unis         | Jilleanne Rookard      | 7 min 07 s 48 |

#### Poursuite par équipes
| Place | Nation       | Athlète                                                                             | Temps                    |
| ----- | ------------ | ----------------------------------------------------------------------------------- | ------------------------ |
| 1er   | Allemagne    | Daniela Anschütz-Thoms Stephanie Beckert Anni Friesinger-Postma Katrin Mattscherodt | 3 min 02 s 82 (finale A) |
| 2e    | Japon        | Masako Hozumi Nao Kodaira Maki Tabata Miho Takagi                                   | 3 min 02 s 84 (finale A) |
| 3e    | Pologne      | Katarzyna Bachleda-Curus Natalia Czerwonka Katarzyna Wozniak Natalia Czerwonka      | 3 min 03 s 73 (finale B) |
| 4e    | États-Unis   | Catherine Raney-Norman Jennifer Rodriguez Jilleanne Rookard Nancy Swider-Peltz JR.  | 3 min 05 s 30 (finale B) |
| 5e    | Canada       | Kristina Groves Cindy Klassen Christine Nesbitt Brittany Schussler                  | 3 min 01 s 41 (finale C) |
| 6e    | Pays-Bas     | Renate Groenewold Diane Valkenburg Jorien Voorhuis Ireen Wust                       | 3 min 02 s 04 (finale C) |
| 7e    | Russie       | Galina Likhachova Yekaterina Lobysheva Alla Shabanova Yekaterina Shikhova           | 3 min 06 s 47 (finale D) |
| 8e    | Corée du Sud | Lee Ju-Youn Noh Seon-Yeong Park Do-Yeong                                            | 3 min 06 s 96 (finale D) |

## Tableau des médailles
- Pays organisateur ( Canada)

| Rang  | Nation             | Or | Argent | Bronze | Total |
| ----- | ------------------ | -- | ------ | ------ | ----- |
| 1     | Corée du Sud       | 3  | 2      | 0      | 5     |
| 2     | Pays-Bas           | 3  | 1      | 3      | 7     |
| 3     | Canada             | 2  | 1      | 2      | 5     |
| 4     | République tchèque | 2  | 0      | 1      | 3     |
| 5     | Allemagne          | 1  | 3      | 0      | 4     |
| 6     | États-Unis         | 1  | 2      | 1      | 4     |
| 7     | Japon              | 0  | 2      | 1      | 3     |
| 8     | Russie             | 0  | 1      | 1      | 2     |
| 9     | Chine              | 0  | 0      | 1      | 1     |
| 9     | Norvège            | 0  | 0      | 1      | 1     |
| 9     | Pologne            | 0  | 0      | 1      | 1     |
| Total | Total              | 12 | 12     | 12     | 36    |